# Maison des Trois Nourrices
La maison des Trois Nourrices est une maison située à Narbonne, en France. Elle est classée monument historique depuis 1913.

## Localisation
L'édifice se trouve actuellement à l'angle de la Rue des Trois Nourrices et de la Rue Edgar Quinet, à proximité de la basilique Saint-Paul-Serge.

## Histoire
L'édifice est construit vers le XIIe siècle. C'est à l'époque un bâtiment de commerce abritant des boutiques en rez-de-chaussée et des habitations à l'étage. Au XVIe siècle, l'édifice appartient à une famille bourgeoise de Narbonne, les Guissane, dont certains membres sont consuls de la ville. Les étages et la façade sont alors modifiés dans un style Renaissance vers 1558. On y ajoute notamment deux croisées à l'étage, dont une ornée de cinq cariatides formant les montants et les meneaux. Elle est alors désignée sous le nom de maison des Trois Nourrices, par analogie avec l’hôtel des Trois Rois situé non loin et disparu depuis.
Au XVIIIe siècle, on y perce plusieurs oculi. Aux XVIIIe et XIXe siècles, des décors et aménagements intérieurs sont réalisés. En 2006, l'édifice est restauré avec l'aide de la Fondation du Crédit agricole - Pays de France.

## Architecture

Photos des fenêtres Renaissance
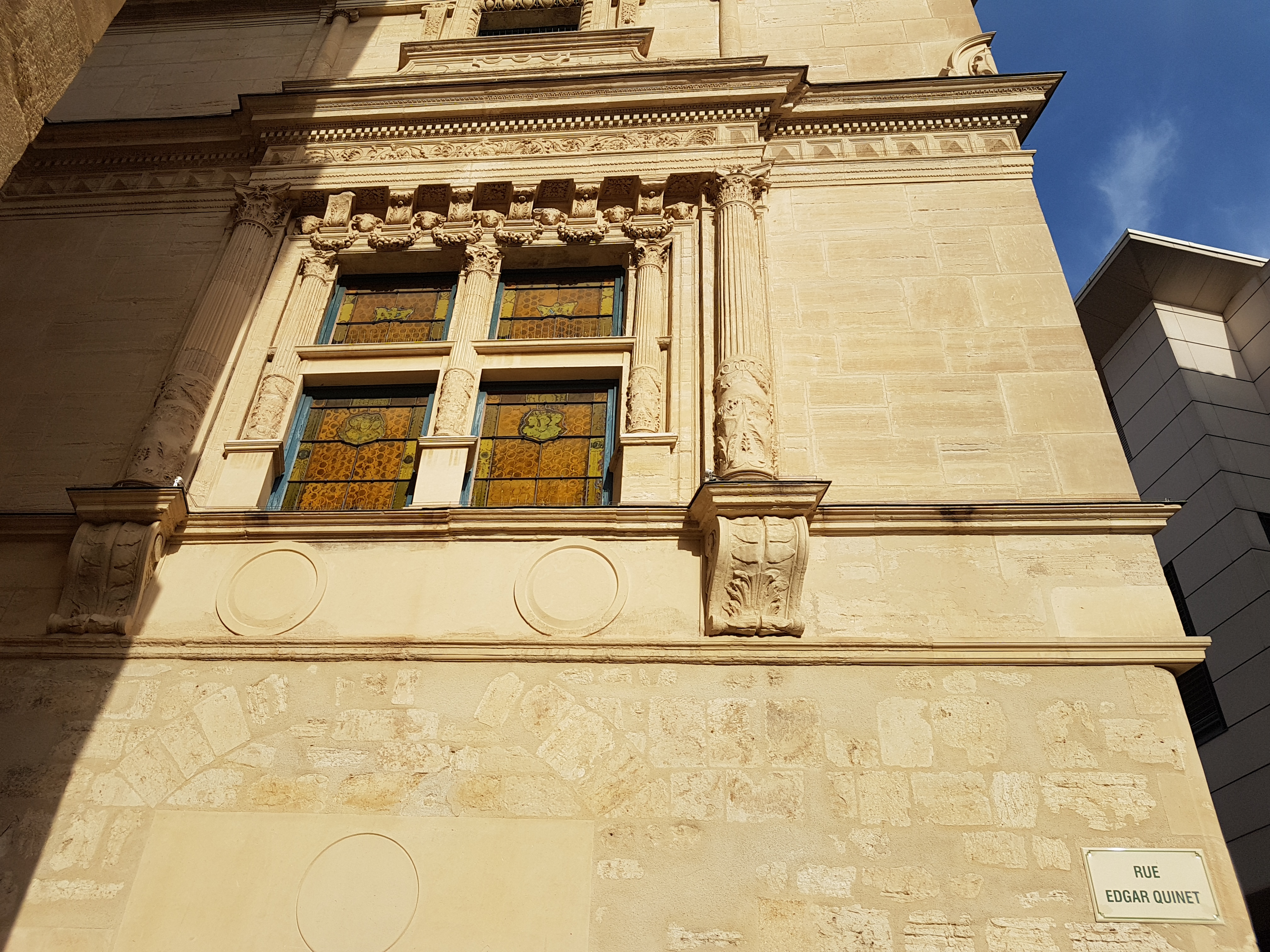
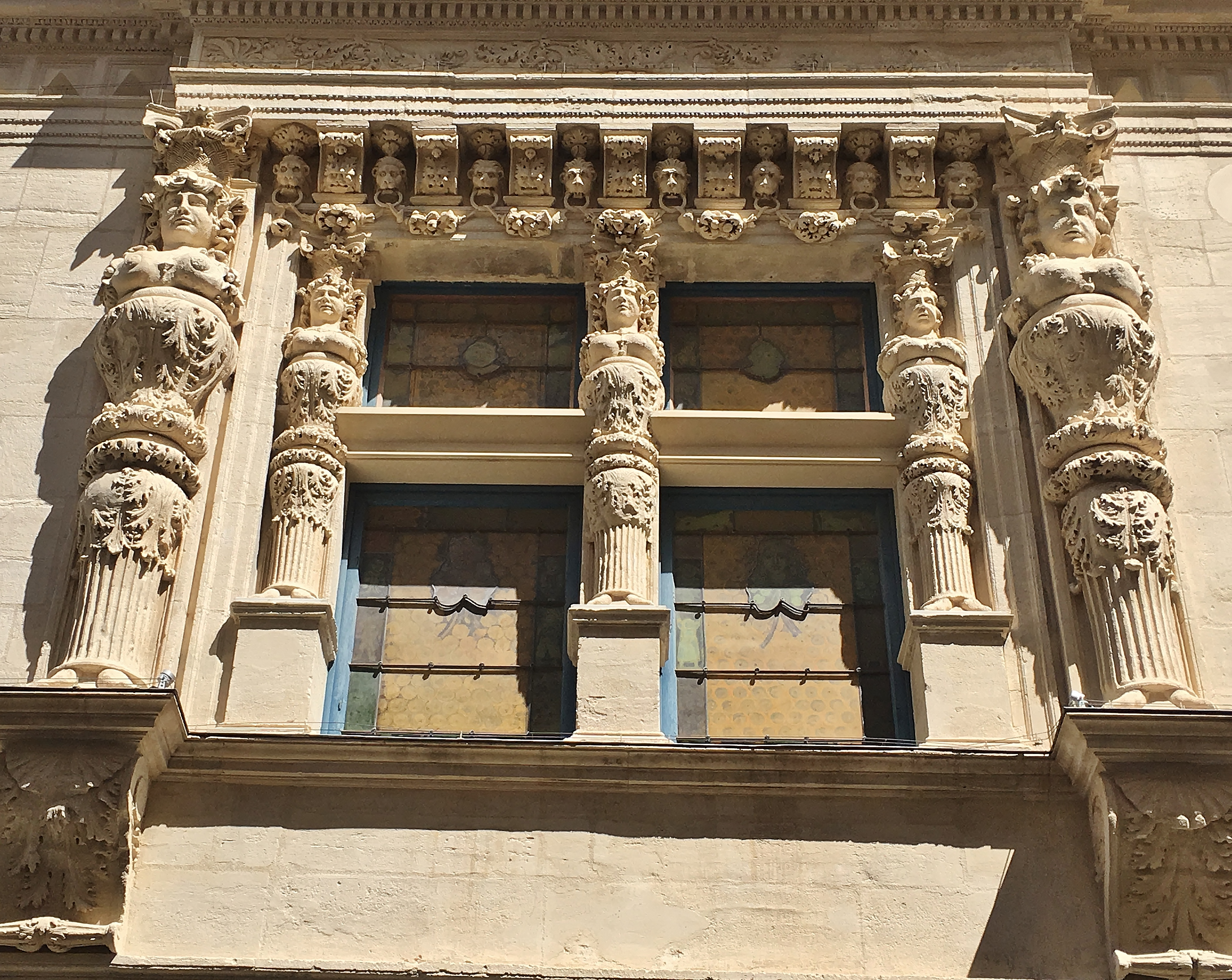